# بيكومتر

ذرة الهليوم لها قطر يعادل 31 بيكو متر

بيكومتر هي وحدة لقياس الطول في النظام المتري وتعادل واحد من ترليون من المتر.
1 بيكومتر = 10−12 متر
يطلق اسم الميكرومتر على مليون ضعف البيكو متر، لذلك كان يسمي البيكو متر سابقاً ميكرميكرون.
يستخدم البيكو متر لقياس أقطار الذرات والأبعاد الذرية.

## استخدام الوحدة
وحدة القياس بيكومتر هي وحدة صغيرة جدا بحيث تكاد تطبق فقط في مجال فيزياء الجسيمات وفي ميكانيكا الكم . و تقع مقاييس الذرات بين 62 و 520 بيكومتر . كما توجد وحدات أصغر تستخدم في فيزياء الجسيمات الأولية ، حيث تلك الجسيمات الأولية هي مكونات الذرة، ومنها الهادرونات والفرميونات ، (أنظر سوابق SI ).

## بيكو
يستخدم البيكو بصفة عامة في أغراض كثيرة للتعبير عن الوحدات الصغيرة، ويعرف البيكو كالآتي:
1 بيكو = 10−12
وبناء عليه، فإن :
1 بيكو فاراد = 10−12 فاراد
1 بيكو ثانية = 10−12 ثانية
1 بيكو متر = 10−12 متر

## اقرأ أيضا
- سوابق SI
- ديسي (عدد)
- سنتي (عدد)